# قائمة زملاء الجمعية الملكية المنتخبين في 2004
هذه الصفحة تعرض قائمة زملاء الجمعية الملكية المُنتخبين لعام 2004.None

## الزملاء
- Nancy Rothwell [الإنجليزية]‏
- Anthony Cullis [الإنجليزية]‏
- لينوكس كووي
- Julian Besag [الإنجليزية]‏
- نيك داي [الإنجليزية]‏
- Bryan Grenfell [الإنجليزية]‏
- Gerard Evan [الإنجليزية]‏
- Martin Bobrow [الإنجليزية]‏
- غوردون كونواي
- Peter St George-Hyslop [الإنجليزية]‏
- كارلوس فرنك
- Graham Dockray [الإنجليزية]‏
- John A. Pyle [الإنجليزية]‏
- Chris Stringer [الإنجليزية]‏
- Richard Catlow [الإنجليزية]‏
- David Henry Solomon [الإنجليزية]‏
- إدوارد هندس
- كارولين دين
- ألان مارتن
- Norman Fleck [الإنجليزية]‏
- Bland Finlay [الإنجليزية]‏
- David Preiss [الإنجليزية]‏
- Nicholas Wald [الإنجليزية]‏
- Samson Abramsky [الإنجليزية]‏

## الأعضاء الأجانب
- بيتر غلدريج
- ميشيل بارينيلو [الإنجليزية]‏
- جين لوبتشينكو